# Pielęgnicowate
Pielęgnicowate (Cichlidae) – klad w randze rodziny ryb okoniokształtnych (Perciformes) obejmujący ponad 1600 gatunków opisanych naukowo oraz kilkaset odkrytych, oczekujących na formalny opis, co czyni ją jedną z najliczniejszych w gatunki rodzin kręgowców. Jest jedyną słodkowodną rodziną wargaczowców (Labroidei).
Pojawiły się prawdopodobnie we wczesnej kredzie, przed rozpadem Gondwany. Spośród innych okoniokształtnych wyróżnia je zaawansowana budowa szczęk, specjalizacja pokarmowa oraz rozwinięte strategie rozrodcze, co uznawane jest za przyczynę ich sukcesu ewolucyjnego – skolonizowały większość tropikalnych wód śródlądowych Ameryki i Afryki. Szybka specjacja i radiacja adaptacyjna pielęgnicowatych stały się przedmiotem zainteresowania biologów ewolucyjnych.
Wykazują bardzo dużą różnorodność pod względem morfologicznym, behawioralnym i ekologicznym.
Większość z nich budową przypomina okonia – ciało krępe, lekko wygrzbiecone, bocznie ścieśnione, z charakterystycznym układem płetw. Polska nazwa zwyczajowa nawiązuje do ich sposobu traktowania potomstwa – opiekują się ikrą i narybkiem. Większe gatunki są poławiane lokalnie ze względu na smaczne mięso, mniejsze stanowią przedmiot handlu dla potrzeb akwarystyki. Żywiące się larwami komarów ograniczają rozprzestrzenianie się malarii. Liczne gatunki introdukowano w różnych krajach świata.

## Występowanie
Współczesny zasięg występowania pielęgnicowatych obejmuje Afrykę i Madagaskar, Amerykę Południową i Środkową (zasięg jednego gatunku rozciąga się po Teksas w Ameryce Północnej), Kubę i Haiti, Indie, Sri Lankę, Cejlon i Azję Mniejszą. Zasiedlają głównie słodkie, rzadziej słonawe wody strefy tropikalnej i subtropikalnej.
W zapisie kopalnym znane są z Afryki, Arabii Saudyjskiej, Lewantu, Europy, Ameryki Południowej i Haiti. Wielu autorów uważa, że pojawiły się 130 milionów lat temu, przed rozpadem Gondwany, ale możliwe jest ich późniejsze pochodzenie szacowane na 65 mln lat temu. Pierwsza z teorii opiera się na bliskim pokrewieństwie gatunków afrykańskich i amerykańskich, oraz na założeniu, że ryby te nie były zdolne do pokonania bariery, jaką stanowi dla nich woda słona. Dotychczas odkryte ślady kopalne nie potwierdzają tej teorii. Najstarsze potwierdzone ślady pielęgnicowatych pochodzą z eocenu Tanzanii (Mahengechromis, 45 mln lat temu) i Argentyny (Proterocara, 55–34 mln lat temu i Gymnogeophagus), a późniejsze z oligocenu. Przeciwko tej teorii świadczy też brak pielęgnic w wodach Australii, która była częścią Gondwany, oraz ich obecność na Karaibach, które wyłoniły się ponad poziom morza dopiero w miocenie. Druga teoria, oparta na datowaniu odnalezionych szczątków kopalnych, sugeruje, że współcześnie słodkowodne pielęgnicowate dotarły do Ameryki, Madagaskaru i Indii pokonując drogę morską. Istotnym argumentem jej zwolenników jest fakt, że niektóre z tych ryb tolerują wodę słoną.

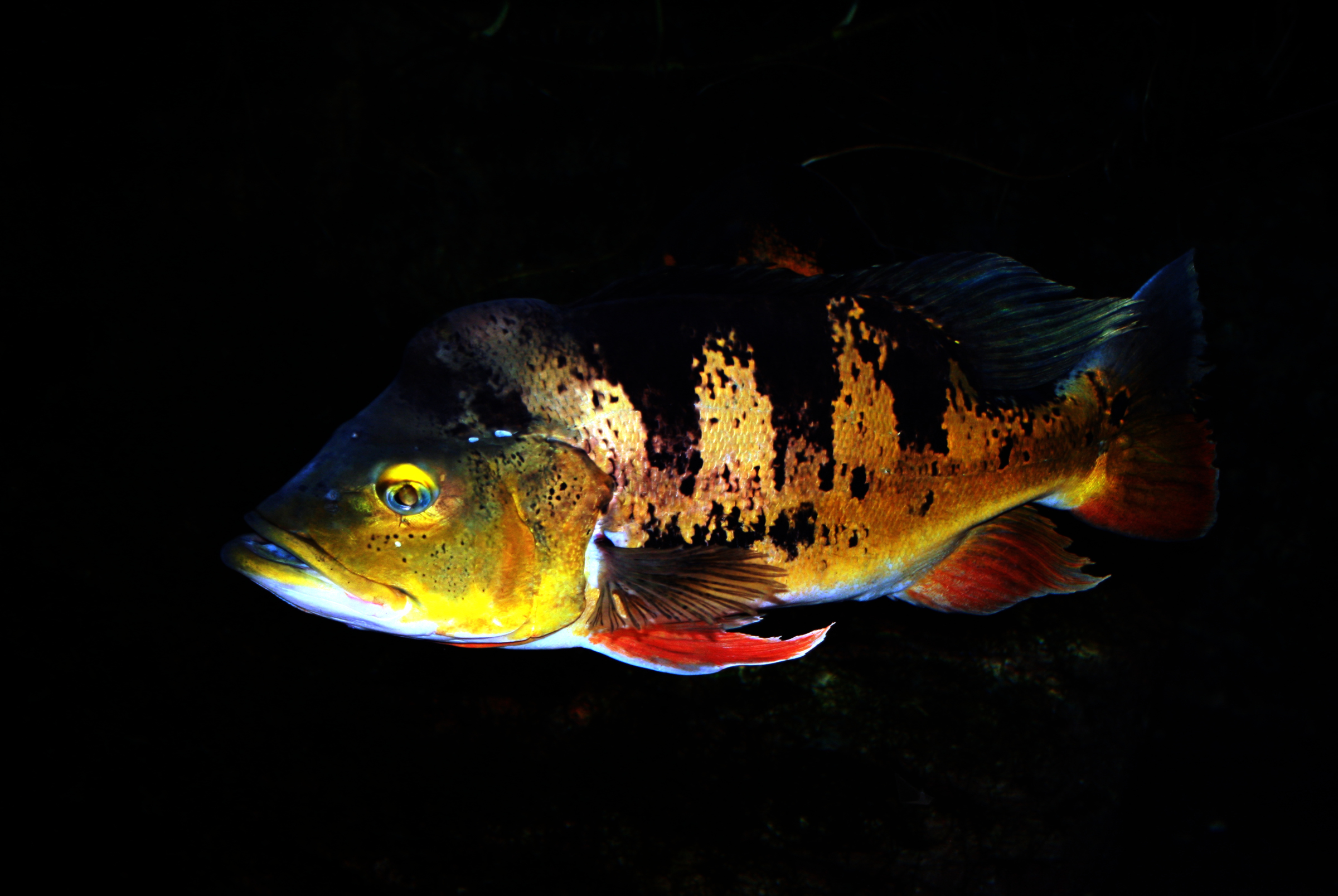
Cichla ocellaris – przedstawiciel rodzaju typowego

Rekonstrukcje filogenetyczne sugerują, że pielęgnice pojawiły się w wodach afrykańskich około 130 mln lat temu, a radiacja w jeziorach wschodnioafrykańskich rozpoczęła się 84–53 mln lat temu.
Największą różnorodność gatunków stwierdzono w środkowej i wschodniej Afryce, szczególnie w Wielkich Jeziorach Afrykańskich. Zaledwie kilka występuje w południowych Indiach i na Bliskim Wschodzie. Większość pielęgnicowatych to gatunki endemiczne.
Szybka specjacja i radiacja adaptacyjna afrykańskich pielęgnic była bardziej nasilona w jeziorach niż w środowiskach rzecznych. Większość gatunków występuje w jeziorach Tanganika, Malawi i Wiktorii. Zaledwie około 100 gatunków zasiedla afrykańskie rzeki, podczas gdy w jeziorach poznano około 800 i nadal odkrywane są nowe.
W przeciwieństwie do rzek afrykańskich, w rzekach Ameryki Południowej i Środkowej żyje około 600 gatunków pielęgnic. Stanowią tam ważny element ichtiofauny.

## Budowa

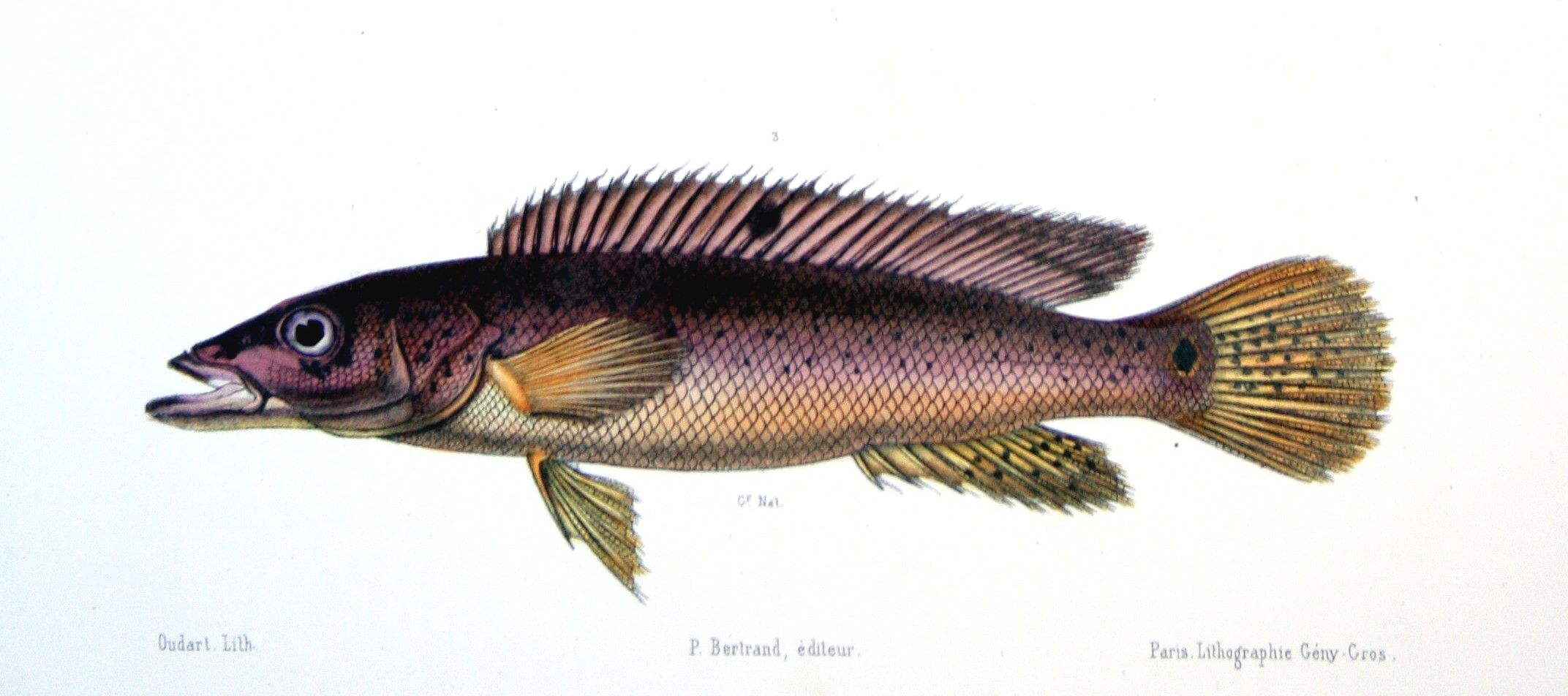
Crenicichla lacustris

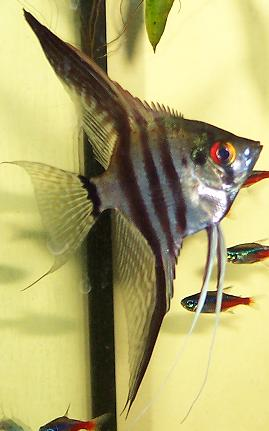
Żaglowiec skalar (Pterophyllum scalare)

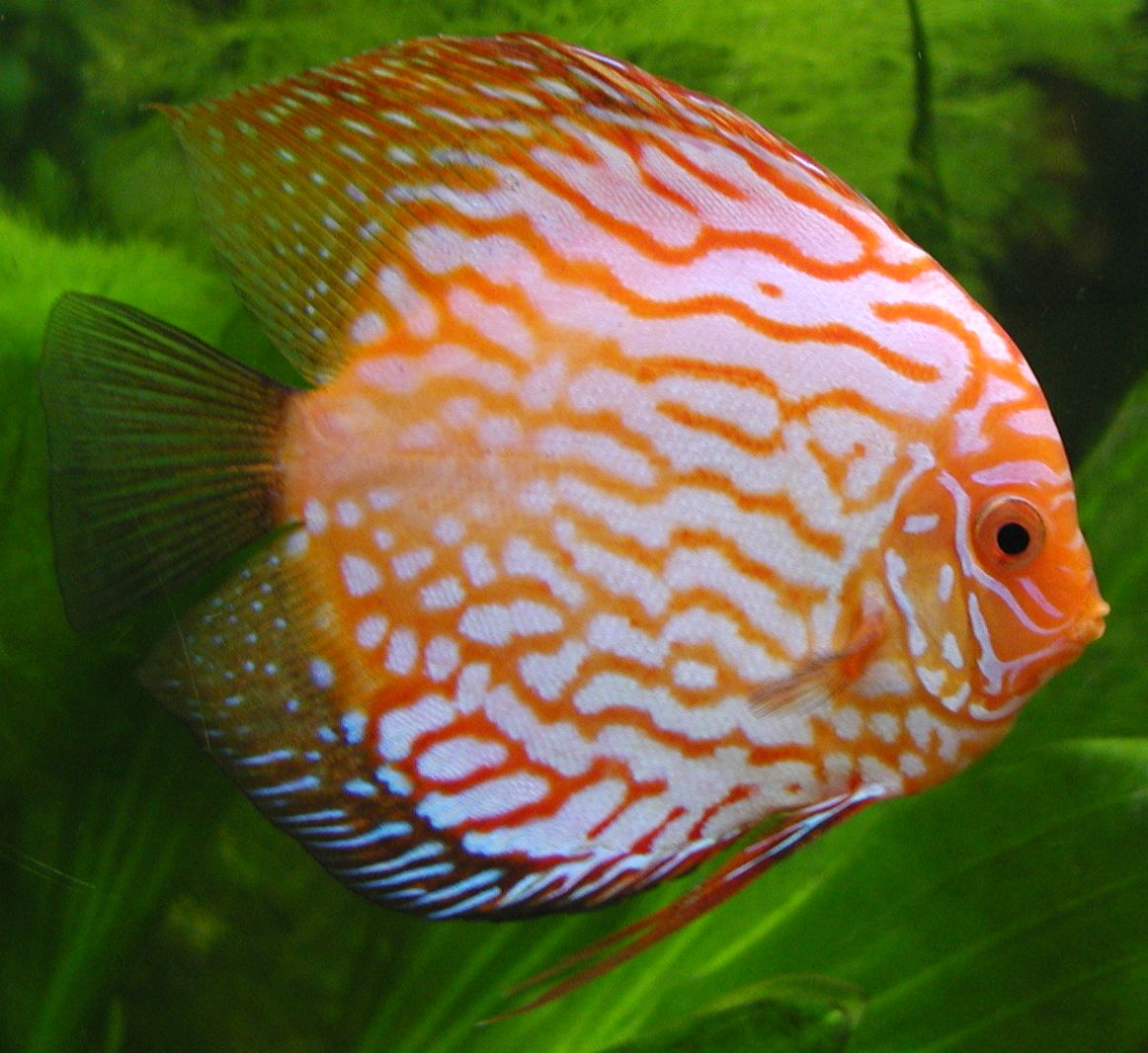
Symphysodon

Ciało zwykle krępe, lekko wygrzbiecone, bocznie spłaszczone, u poszczególnych gatunków przybiera różnorodne kształty od niskiego i wydłużonego (Crenicichla) po krótkie i bardzo wysokie (Pterophyllum) lub niemal koliste (Symphysodon).
Zazwyczaj jest jaskrawo, często kontrastowo, ubarwione – szczególnie u samców odbywających gody.
Dołek węchowy otwiera się tylko jednym kanałem na powierzchnię skóry. Budowa aparatu gębowego jest wysoko rozwinięta – umożliwia wysuwanie szczęk. Występują w nim miażdżące lub rozdrabniające pokarm zęby gardłowe oraz rozłożone na szczękach zęby służące do chwytania. Kształt i układ zębów u poszczególnych gatunków jest bardzo zróżnicowany, związany z preferencjami pokarmowymi i strategią żerowania.
Linia boczna u większości gatunków jest przerwana, zwykle z 20–50 łuskami, ale u niektórych liczba łusek w linii bocznej może sięgać 100. Kolce (promienie twarde) obecne są w płetwie grzbietowej, odbytowej oraz w płetwach brzusznych. Pojedyncza płetwa grzbietowa jest podzielona na część kolczastą (z 7–25 promieniami twardymi) i miękką (z 5–30 promieniami miękkimi). Płetwy brzuszne są przesunięte do przodu, osadzone pod piersiowymi. W płetwie odbytowej 3–15 promieni twardych (u większości gatunków znajdują się 3 twarde promienie) i 4–15 miękkich. Długość ciała wynosi od 3 cm u Neolamprologus brevis do około 80 cm u Boulengerochromis microlepis.

## Biologia i ekologia
Poszczególne gatunki wykazują dużą różnorodność preferencji pokarmowych, co związane jest z odmienną budową przewodu pokarmowego. Jedne zjadają detrytus i fitoplankton, inne faunę denną, a jeszcze inne są częściowo drapieżne. Są wśród nich gatunki wyspecjalizowane w zjadaniu roślin, mięczaków, planktonu, a także ryb.
Cichlidae są jajorodne. W okresie godowym stają się niespokojne i bardzo ruchliwe. Szczególnie u samców spotykany jest silnie rozwinięty terytorializm. Większość wykazuje wówczas wzmożoną agresję, zarówno zewnątrz-, jak i wewnątrzgatunkową. Agresja kierowana jest w pierwszej kolejności przeciw przedstawicielom tej samej płci, najpierw własnego, a następnie innych gatunków. W dalszej kolejności zdarza się też agresja wobec płci przeciwnej. Rywalizacja często prowadzi do – poprzedzonych demonstracją siły – utarczek pomiędzy osobnikami broniącymi swojego rewiru. Trwają one aż do ustalenia hierarchii.
Polską nazwę pielęgnice zawdzięczają wysoko rozwiniętej strategii rozrodczej przejawiającej się opieką rodziców nad złożonymi jajami i wylęgłym narybkiem. Są wśród nich gatunki o wylęgu otwartym składające ikrę na podłożu, przyklejające ją do kamieni, wykopujące dla niej dołki, ukrywające jaja w szczelinach skalnych lub muszlach mięczaków, a także gębacze podejmujące zapłodnioną ikrę z podłoża do inkubacji we wnętrzu jamy gębowej. Znane są też pielęgnice ukrywające swoje młode w pysku w razie niebezpieczeństwa. Niektóre gatunki tworzą rodziny wielopokoleniowe.
Duża plastyczność przystosowawcza, w tym również specjalizacja preferencji żywieniowych, a także zachowania związane z rozrodem uznawane są za główne przyczyny sukcesu pielęgnic w podboju wód śródlądowych.

### Znaczenie dla człowieka

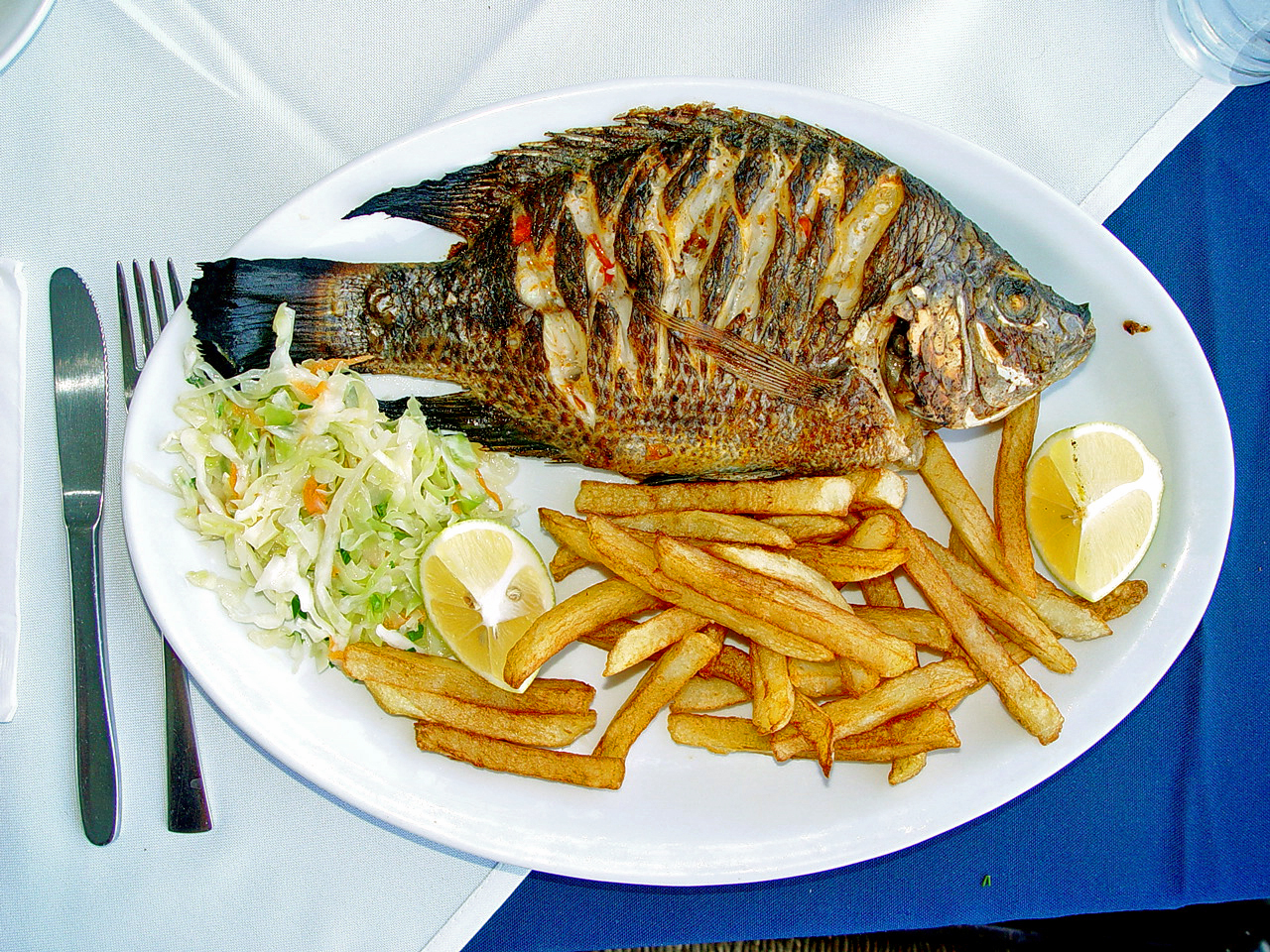
Tilapia podana w restauracji w Tyberiadzie

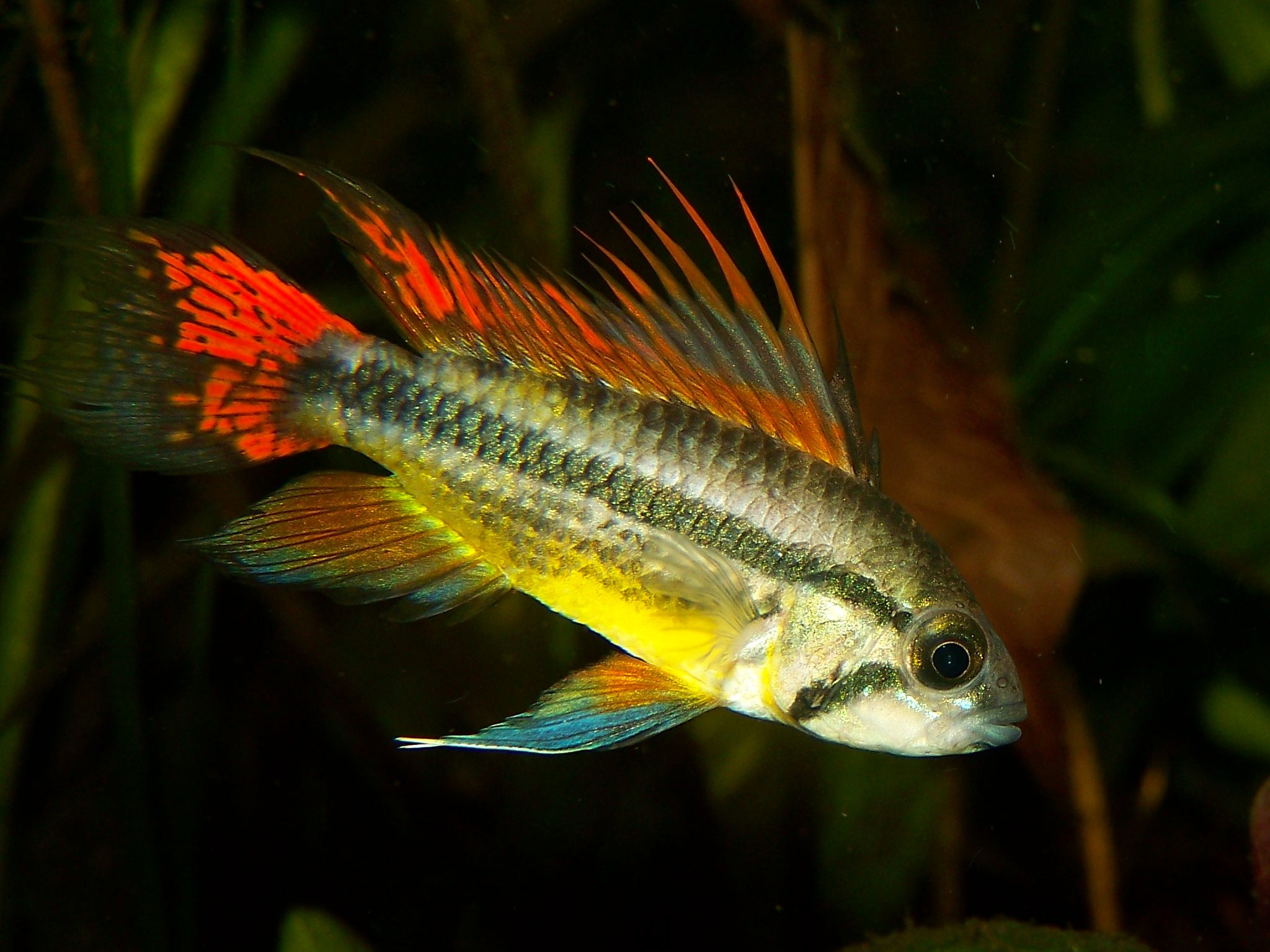
Apistogramma cacatuoides

Mięso pielęgnic jest cenione ze względu na smak. W warunkach naturalnych są poławiane gospodarczo na różną skalę. Przez wędkarzy traktowane jako ryby sportowe (łowione na wędkę). Niektóre gatunki zostały introdukowane w wielu krajach do masowej hodowli. W Afryce i Ameryce Południowej większe gatunki pielęgnicowatych, głównie z rodzaju Tilapia, Sarotherodon i Oreochromis, mają duże znaczenie gospodarcze jako ryby konsumpcyjne. Niektóre są hodowane na dużą skalę w akwakulturach. Łatwo przystosowująca się do warunków środowiskowych tilapia nilowa (Oreochromis niloticus) jest jednym z najpowszechniej hodowanych gatunków ryb słodkowodnych na świecie. W Polsce jest hodowana z powodzeniem od 1990 roku.
Gatunki drapieżne, żywiące się larwami komarów odgrywają znaczącą rolę w walce z malarią.
Z powodu intensywnego, często kontrastowego ubarwienia oraz ciekawej biologii wiele gatunków (np. skalary, paletki i pielęgniczki) jest trzymanych w akwariach. W ogrzewanych akwariach większość trzyma się dobrze i obficie rozmnaża. W hodowlach akwarystycznych wyselekcjonowano wiele odmian barwnych.
Pielęgnicowate stanowią jeden z najważniejszych organizmów modelowych w biologii ewolucyjnej. Są wykorzystywane do badania różnorodności tendencji ewolucyjnych, takich jak opieka rodzicielska, metody kojarzenia, selekcja seksualna i morfologia funkcjonalna.

### Zagrożenia
Rosnące zainteresowanie pielęgnicami wpłynęło na rozwój handlu dla potrzeb akwarystyki, a to z kolei stało się głównym, obok zanieczyszczenia środowiska i utraty siedlisk, zagrożeniem dla wielu gatunków. W Czerwonej księdze gatunków zagrożonych IUCN umieszczono ponad 1000 gatunków z rodziny Cichlidae, z czego wiele zostało uznanych za zagrożone wyginięciem (kategorie CR i EN).

## Klasyfikacja

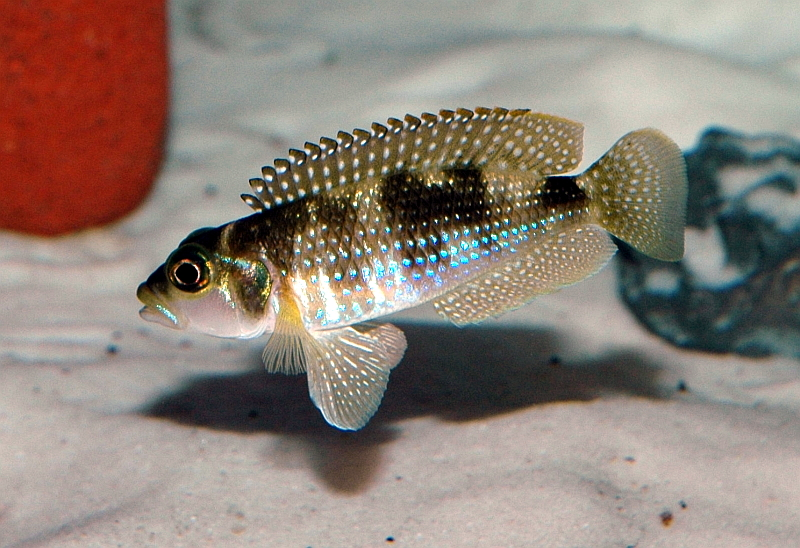
Lamprologus stappersi

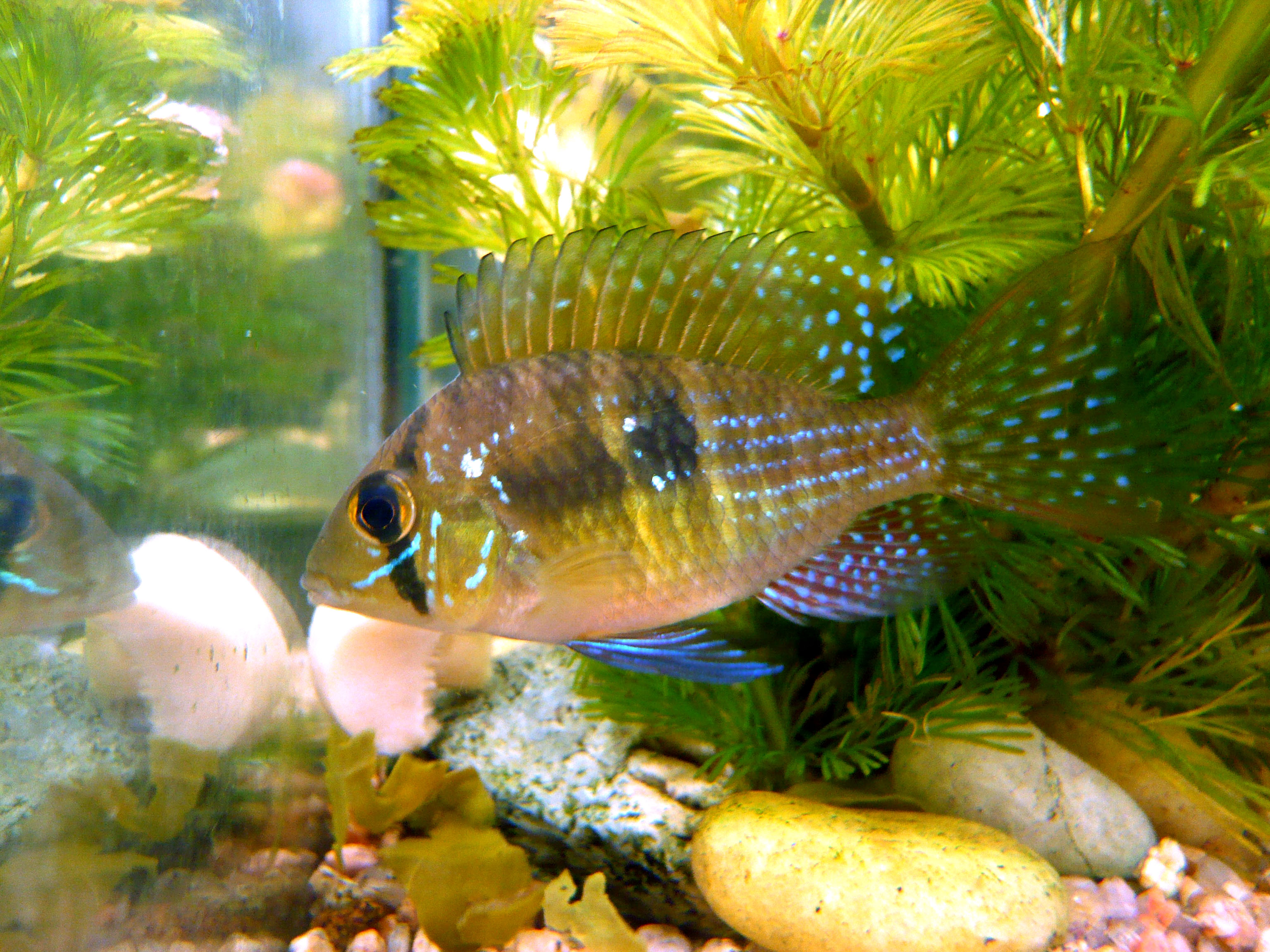
Gymnogeophagus meridionalis

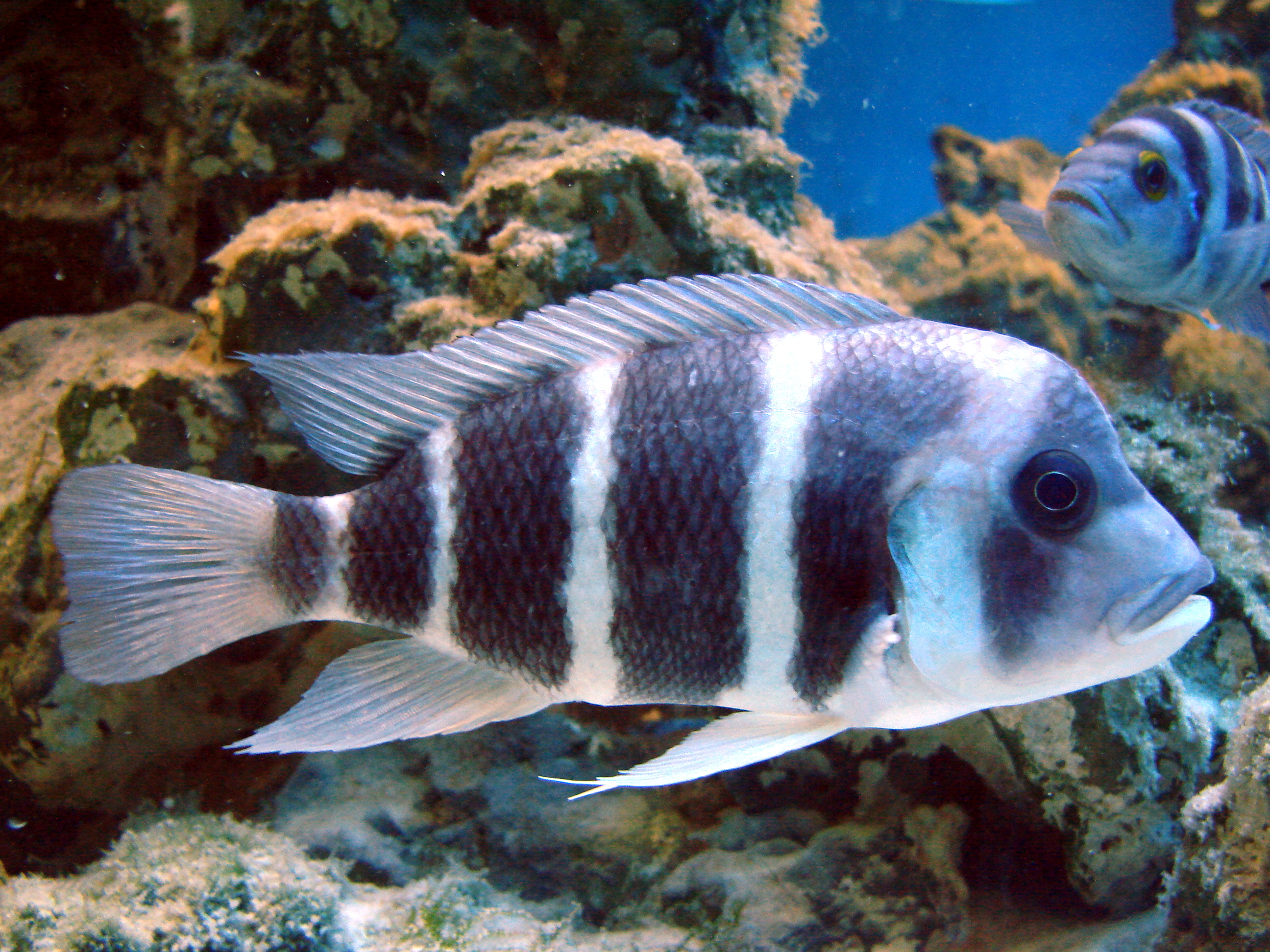
Cyphotilapia frontosa

W obrębie Cichlidae opisano ponad 2000 taksonów, z czego ponad 1600 uznano za poprawnie opisane gatunki. Zgrupowano je w ponad 200 rodzajach. Typem nomenklatorycznym rodziny jest Cichla.
Pielęgnicowate zostały opisane po raz pierwszy w 1840 roku przez Karola Lucjana Bonaparte, który sklasyfikował je jako podrodzinę (lub plemię)  garbikowatych (Pomacentridae, wówczas nazywane Chromidae). Pielęgnicom nadał nazwę Cychlini. Pieter Bleeker w 1859 roku podniósł je do rangi rodziny Cichlidae.
Większość XX-wiecznych klasyfikacji pielęgnicowatych oparta była na pracach C. T. Regana (1905, 1906 i 1913), a te bazowały na cechach morfologicznych. Alternatywną klasyfikację przedstawił w 1976 roku Cichocki, co zapoczątkowało serię badań prowadzonych przez wielu badaczy (m.in. Stiassny, Oliver i Kullander). Analiza cech morfologicznych w obrębie pielęgnic jest utrudniona ze względu na ich olbrzymią różnorodność, co prawdopodobnie jest związane z ich dużymi zdolnościami adaptacyjnymi. Dopiero połączenie analiz morfologicznych z badaniami molekularnymi umożliwiło postęp na drodze do ustalenia filogenezy rodziny Cichlidae.
W 1998 opisanych było ponad 1300 gatunków, do 2012 roku ich liczba wzrosła do 1600, a liczba wszystkich, z uwzględnieniem oczekujących na opis naukowy oraz nieodkrytych szacowana jest na 3000.
Do niedawna uważano, że najbliżej spokrewnione z pielęgnicami są szumieniowate (Embiotocidae) i garbikowate (Pomacentridae). Badania molekularne na większej grupie okoniokształtnych wskazują, że taksonem siostrzanym dla Cichlidae są ryby z rodzaju Pholidichthys – dotychczas zaliczane do odrębnej niż pielęgnice grupy ostroszowców (Trachinoidei). Wspólną cechą badanej grupy okoniokształtnych jest składane przy dnie, lepkie jajo w osłonce zaopatrzonej w nitkowate wyrostki.

### Podrodziny
Kullander w 1998 roku przeprowadził rewizję taksonomiczną rodziny i zaproponował jej podział na 8 podrodzin. Początkowo koncepcja ta została dość szeroko zaaprobowana, jednak badania molekularne nie potwierdziły monofiletyzmu tych grup. Na podstawie późniejszych badań wyłonione zostały 4 monofiletyczne podrodziny:
|  | Ptychochrominae (Madagaskar)                                                                      |
|  |                                                                                                   |
|  | \| \| Pseudocrenilabrinae (Afryka) \| \| \| \| \| \| Cichlinae (kraina neotropikalna) \| \| \| \| |
|  |                                                                                                   |
|  | Pseudocrenilabrinae (Afryka)                                                                      |
|  |                                                                                                   |
|  | Cichlinae (kraina neotropikalna)                                                                  |
|  |                                                                                                   |

|  | Pseudocrenilabrinae (Afryka)     |
|  |                                  |
|  | Cichlinae (kraina neotropikalna) |
|  |                                  |

|  | Ptychochrominae (Madagaskar)                                                                      |
|  |                                                                                                   |
|  | \| \| Pseudocrenilabrinae (Afryka) \| \| \| \| \| \| Cichlinae (kraina neotropikalna) \| \| \| \| |
|  |                                                                                                   |
|  | Pseudocrenilabrinae (Afryka)                                                                      |
|  |                                                                                                   |
|  | Cichlinae (kraina neotropikalna)                                                                  |
|  |                                                                                                   |

|  | Pseudocrenilabrinae (Afryka)     |
|  |                                  |
|  | Cichlinae (kraina neotropikalna) |
|  |                                  |

Dwie z nich (Cichlinae i Pseudocrenilabrinae) obejmują większość gatunków.

### Rodzaje

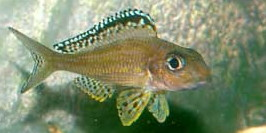
Xenotilapia papilio

Ze względu na zmiany zachodzące nadal w klasyfikacji rodziny, poniżej podano wyróżniane w niej 
rodzaje:
| Rodzaje ryb zaliczone do rodziny pielęgnicowatych | Rodzaje ryb zaliczone do rodziny pielęgnicowatych | Rodzaje ryb zaliczone do rodziny pielęgnicowatych | Rodzaje ryb zaliczone do rodziny pielęgnicowatych | Rodzaje ryb zaliczone do rodziny pielęgnicowatych |
| --- | --- | --- | --- | --- |
| - Abactochromis - Acarichthys - Acaronia - Aequidens - Alcolapia - Allochromis - Alticorpus - Altolamprologus - Amatitlania - Amphilophus - Andinoacara - Anomalochromis - Apistogramma - Apistogrammoides - Archocentrus - Aristochromis - Astatoreochromis - Astatotilapia - Astronotus - Aulonocara - Aulonocranus - Australoheros - Baileychromis - Bathybates - Benitochromis - Benthochromis - Biotodoma - Biotoecus - Boulengerochromis - Buccochromis - Bujurquina - Callochromis - Caprichromis - Caquetaia - Cardiopharynx - Chaetobranchopsis - Chaetobranchus - Chalinochromis - Champsochromis - Cheilochromis - Chetia - Chilochromis - Chilotilapia - Chromidotilapia - Cichla | - Cichlasoma - Cleithracara - Congochromis - Copadichromis - Corematodus - Crenicara - Crenicichla - Cryptoheros - Ctenochromis - Ctenopharynx - Cunningtonia - Cyathochromis - Cyathopharynx - Cyclopharynx - Cynotilapia - Cyphotilapia - Cyprichromis - Cyrtocara - Danakilia - Dicrossus - Dimidiochromis - Diplotaxodon - Divandu - Docimodus - Eclectochromis - Ectodus - Enigmatochromis - Eretmodus - Etia - Etroplus - Exochochromis - Fossorochromis - Gaurochromis - Genyochromis - Geophagus - Gephyrochromis - Gnathochromis - Gobiocichla - Grammatotria - Greenwoodochromis - Guianacara - Gymnogeophagus - Haplochromis - Haplotaxodon - Hemibates | - Hemichromis - Hemitaeniochromis - Hemitilapia - Herichthys - Heroina - Heros - Heterochromis - Hoplarchus - Hypselecara - Hypsophrys - Interochromis - Iodotropheus - Iranocichla - Ivanacara - Julidochromis - Katria - Konia - Krobia - Labeotropheus - Labidochromis - Laetacara - Lamprologus - Lepidiolamprologus - Lestradea - Lethrinops - Lichnochromis - Limbochromis - Limnochromis - Limnotilapia - Lithochromis - Lobochilotes - Macropleurodus - Maylandia - Mazarunia - Mbipia - Mchenga - Melanochromis - Mesonauta - Microchromis - Mikrogeophagus - Myaka - Mylochromis - Naevochromis - Nandopsis - Nannacara | - Nanochromis - Neochromis - Neolamprologus - Nimbochromis - Nyassachromis - Ophthalmotilapia - Oreochromis - Orthochromis - Otopharynx - Oxylapia - Pallidochromis - Parachromis - Paracyprichromis - Paralabidochromis - Parananochromis - Paraneetroplus - Paratilapia - Paretroplus - Pelmatochromis - Pelvicachromis - Perissodus - Petenia - Petrochromis - Petrotilapia –Pharyngochromis - Placidochromis - Platytaeniodus - Plecodus - Protomelas - Pseudocrenilabrus - Pseudosimochromis - Pseudotropheus - Pterochromis - Pterophyllum - Ptychochromis - Ptychochromoides - Pundamilia - Pungu - Pyxichromis - Reganochromis - Retroculus - Rhamphochromis - Rocio - Sargochromis - Sarotherodon | - Satanoperca - Schubotzia - Schwetzochromis - Sciaenochromis - Serranochromis - Simochromis - Spathodus - Steatocranus - Stigmatochromis - Stomatepia - Symphysodon - Taeniacara - Taeniochromis - Taeniolethrinops - Tahuantinsuyoa - Tangachromis - Tanganicodus - Teleocichla - Teleogramma - Telmatochromis - Theraps - Thoracochromis - Thorichthys - Thysochromis - Tilapia - Tomocichla - Tramitichromis - Trematocara - Trematochromis - Trematocranus - Triglachromis - Tristramella - Tropheops - Tropheus - Tylochromis - Tyrannochromis - Uaru - Variabilichromis - Xenochromis - Xenotilapia - Yssichromis |